# Delta Centauri
Delta Centauri (δ Cen) – gwiazda w gwiazdozbiorze Centaura, odległa od Słońca o około 415 lat świetlnych.

## Charakterystyka obserwacyjna
Jest to ósma co do jasności gwiazda w konstelacji, jej obserwowana wielkość gwiazdowa to 2,58m, a wielkość absolutna jest równa −2,94m. Światło gwiazdy jest osłabione na skutek przejścia przez absorbujący pył międzygwiazdowy. Nie jest widoczna z dużej części półkuli północnej i nie ma nazwy własnej.

## Charakterystyka fizyczna
Jest to błękitna gwiazda ciągu głównego, należy do typu widmowego B2. Jest to gwiazda zmienna typu Gamma Cassiopeiae, szybko rotująca i otoczona dyskiem materii. Jej obserwowana jasność waha się o około 15%. Ze względu na szybki obrót, gwiazda jest spłaszczona i gorętsza na biegunach, niż na równiku; zmierzona temperatura to około 22 400 K, ale rzeczywista może być nawet o 1000 K wyższa. Wypromieniowuje ona 12 tysięcy razy więcej energii niż Słońce, ma promień 6,7 razy większy od słonecznego i masę 10–11 razy większą. Ma mniej niż 20 milionów lat; nie wiadomo, czy skończy życie jako biały karzeł, czy wybuchnie jako supernowa.
Dwie słabsze gwiazdy oddalone o mniej niż 5 minut kątowych wykazują podobny ruch własny co Delta Centauri, nie ma jednak pewności, czy są z nią powiązane grawitacyjnie. Większe wartości paralaksy wskazują raczej, że leżą one w przestrzeni bliżej Słońca, niż jaśniejsza gwiazda. Analizy zmienności Delta Centauri z 2008 roku sugerują, że może to być gwiazda podwójna, której towarzyszka jest odległa o 68,7 milisekund kątowych.